# Вращательная симметрия
Вращательная симметрия — термин, означающий симметрию объекта относительно всех или некоторых собственных вращений m-мерного евклидова пространства. Собственными вращениями называются разновидности изометрии, сохраняющие ориентацию. Таким образом, группа симметрии, отвечающая вращениям, есть подгруппа группы E+(m) (см. Евклидова группа).
Трансляционная симметрия может рассматриваться как частный случай вращательной — вращение вокруг бесконечно-удалённой точки. При таком обобщении группа вращательной симметрии совпадает с полной E+(m). Такого рода симметрия неприменима к конечным объектам, поскольку делает всё пространство однородным, однако она используется в формулировке физических закономерностей.
Совокупность собственных вращений вокруг фиксированной точки пространства образуют специальную ортогональную группу SO(m) — группу ортогональных матриц m×m с определителем, равным 1. Для частного случая m = 3 группа носит специальное название — группа вращений.
В физике инвариантность относительно группы вращений называется изотропностью пространства (все направления в пространстве равноправны) и выражается в инвариантности физических законов, в частности, уравнений движения, относительно вращений. Теорема Нётер связывает эту инвариантность с наличием сохраняющейся величины (интеграла движения) — углового момента.